# ناقل النورإبينفرين
ناقل النورإبينفرين (NET) ويُعرف كذلك باسم أسرة ناقل المذاب 6 العنصر 2 (SLC6A2) هو بروتين يُشفر لدى البشر بواسطة الجين SLC6A2.
ناقل النورإبينفرين هو ناقل أحادي الأمين وهو مسؤول على الاسترداد خارج الخلوي للنورإبينفرين (نورأدرينالين) المعتمِد على الصوديوم-كلوريد (Na+/Cl−). يمكن لناقل النورإبينفرين استرداد الدوبامين خارج الخلوي. استرداد هذين الناقلين العصبيين ضروري في تنظيم التراكيز في الشق المشبكي. نواقل النورإبينفرين، بالإضافة إلى نواقل أحاديات الأمين الأخرى هي أهداف للعديد من مضادات الاكتئاب والعقاقير الاستجمامية. فضلا عن ذلك، الوفرة الزائدة لناقل النورإبينفرين لها علاقة باضطراب نقص الانتباه مع فرط النشاط. يوجد دليل أن تعدد أشكال النوكليوتيدات المفردة في جين ناقل النورإبينفرين (SLC6A2) يمكن أن يكون عاملا باطنيا في بعض الأمراض.

## تركيبه
يتكون ناقل النورإبينفرين من 12 نطاقًا عابرًا للغشاء (تي إم دي). يحتوي الجزء داخل الخلوي على مجموعة أمين (-NH2) ومجموعة حمض كربوكسيلي (-COOH). بالإضافة إلى ذلك، هناك عروة كبيرة خارج الخلية تقع بين النطاقين العابرين للغشاء 3 و4. يتكون البروتين من 617 حمضًا أمينيًا.

## وظيفته
يعمل ناقل النورإبينفرين على نقل النورإبينفرين المتحرر مشبكيًا إلى العصبون قبل المشبكي. تتم إعادة ما يصل إلى 90% من النورإبينفرين المتحرر إلى الخلية بواسطة ناقل النورإبينفرين. يعمل ناقل النورإبينفرين عن طريق ربط تدفق الصوديوم والكلوريد مع نقل النورإبينفرين ويحدث ذلك بنسبة ثابتة قدرها 1:1:1. يمكن لكل من ناقل النورإبينفرين وناقل الدوبامين (دي إيه تي) نقل كل من النورإبينفرين والدوبامين. إن إعادة استرداد النورإبينفرين والدوبامين ضرورية لتنظيم تركيز الناقلات العصبية أحادية الأمين في الشق المشبكي. يساعد الناقل أيضًا في الحفاظ على التوازن الاستتبابي بين الخلايا العصبية قبل المشبكية.
يُطلق النورإبينفرين (إن إي) من الخلايا العصبية النورأدرينية التي تعصب كلًا من الجهاز العصبي المركزي والجهاز العصبي المحيطي. يُعرف أيضًا باسم النورأدرينالين (إن إيه)، وله دور مهم في التحكم بالمزاج، والإثارة، والذاكرة، والتعلم، والإحساس بالألم. النورأدرينالين هو جزء من الجهاز العصبي الودي. يرتبط خلل تنظيم نزع النورإبينفرين الذي يقوم به ناقل النورإبينفرين بالعديد من الأمراض العصبية والنفسية. بالإضافة إلى ذلك، تتنافس العديد من مضادات الاكتئاب والعقاقير الترفيهية على الارتباط بناقل النورإبينفرين وناقل الدوبامين.

## آليات النقل
تصبح إعادة نقل النورإبينفرين مرة أخرى إلى الخلية قبل المشبكية ممكنةً بواسطة النقل المشترك للصوديوم والكلور. يؤدي الارتباط المتسلسل للأيونات في النهاية إلى إعادة استرداد النورإبينفرين. يجعل التدرج الأيوني لشوارد الصوديوم والكلور إعادة الاسترداد هذه ملائمة لإنتاج الطاقة. ينتج التدرج عن مضخة الصوديوم والبوتاسيوم التي تنقل ثلاثة أيونات صوديوم إلى الخارج وأيونيّ بوتاسيوم إلى داخل الخلية. تحتوي الشبكات على موصلات مشابهة لتلك الموجودة في المستقبلات الأيونوتروبية. ينتج عن التعبير عن ناقل النورإبينفرين تفعيلُ قناة التسريب.

## الموقع في الجهاز العصبي
يقتصر وجود نواقل النورإبينفرين على الخلايا العصبية النورأدرينية فهي غير موجودة على الخلايا العصبية التي تحرر الدوبامين أو الإبينفرين. يمكن العثور على الناقلات على طول جسم الخلية والمحاور العصبية وتغصنات الخلايا العصبية. تقع نواقل النورإبينفرين بعيدًا عن المشبك، حيث يُطلق النورإبينفرين، وهي موجودة بالقرب من غشاء الخلية البلازمي. يتطلب هذا أن ينتشر النورإبينفرين من الموقع الذي يُحرر فيه إلى الناقل ليتم استرداده. تقتصر نواقل النورإبينفرين على عصبونات الجهاز الودي، وتلك التي تعصب لب الكظر والرئة والمشيمة.

## التنظيم
إن تعديل وظيفة ناقل النورإبينفرين أمر معقد ومحور الأبحاث الحالي. تُعدل نواقل النورإبينفرين على مستوى ما بعد الترجمة الخلوية والجزيئية. تشمل الآليات الأكثر فهمًا الفسفرة بواسطة الرسول الثاني كيناز البروتين سي (بّي كي سي). ثبت أن البّي كي سي يكبح وظيفة ناقل النورإبينفرين عن طريق عزل الناقل من الغشاء البلازمي. أظهر تسلسل الأحماض الأمينية لناقل النورإبينفرين مواقع متعددة تتعلق بفسفرة كيناز البروتين. قد يكون لتعديلات ما بعد الترجمة مجموعة واسعة من التأثيرات في وظيفة ناقل النورإبينفرين، بما في ذلك معدل اندماج الحويصلات الحاوية على ناقل النورإبينفرين مع الغشاء البلازمي، وتقلّب الناقل.